# بنکس ۱۳۹۵۶
سیارک ۱۳۹۵۶ (به انگلیسی: 13956 Banks، نامگذاری:1990VG6) سیزده هزار و نهصد و پنجاه و ششمین سیارک کشف شده‌است که در ۱۵ نوامبر ۱۹۹۰ کشف شد.
قدر مطلق سیارک برابر ۳۵.۴ است.